# ТЕЦ Berkprai Cogeneration
13°50′19″ пн. ш. 99°51′22″ сх. д. / 13.83861° пн. ш. 99.85611° сх. д.
ТЕЦ Berkprai Cogeneration — електростанція, споруджена у тайській провінції Ратчабурі.
Майданчик станції знаходиться поруч із заводом з виробництва етанолу Rajburi Ethanol, що належить компанії Rajburi Sugar. Остання стала головним учасником компанії Berkprai Cogeneration із часткою 65 %, тоді як ще 35 % належить Ratchaburi Electricity Generating Holding (також відома як RATCH), головним акціонером якої із часткою 45 % є державна електроенергетична компанія Electric Generating Authority of Thailand (EGAT).
Технологічна схема електростанції доволі незвична, оскільки вона поєднує два комбіновані цикли — парогазовий та дизельний. Найбільш потужним генеруючим елементом на майданчику є газова турбіна Siemens SGT-800, відпрацьовані якою гази потрапляють до котла-утилізатора від компанії Vogt. Крім того, змонтували три генераторні установки на основі двигунів внутрішнього згоряння Kawasaki KG-18-V потужністю по 7,8 МВт, від яких живляться ще три котли-утилізатори. Вироблена всіма чотирма котлами пара подається на парову турбіну Siemens SST-300. У звичайному режимі працюють лише турбіни, тоді як генераторні установки Kawasaki підключаються для покриття пікового попиту. Паливна ефективність станції становить 47 %.
ТЕЦ стала до ладу у 2019 році та має загальну електричну потужність у 100 (за іншими джерелами — 99) МВт. Також вона здатна виробляти 15 тонн технологічного пару на годину.
Як паливо ТЕЦ використовує природний газ. Можливо відзначити, що подача блакитного палива до провінції Ратчабурі традиційно відбувалась із М'янми по газопроводу Пілок – Ратчабурі. Втім, на початку 2020-х років з огляду на можливі проблеми із поставками цього ресурсу (через вичерпання м'янмарських родовищ або політичну нестабільність в сусідній країні) виникли передумови для надходження блакитного палива через реверсований Ратчабурі – Вангной та плановану перемичку від П'ятого трубопроводу.